# Санмаринци
Санмаринци (итал. Sammarinese) је израз који се односи на становнике Републике Сан Марино. Сматрају се етничким Италијанима и потомцима првих хришћана који су бежећи од прогона уточиште нашли у овим брдима. Говоре италијанским језиком са емилијаромањолским дијалектом. Око 93% Санмаринаца су римокатолици.
Популација је у порасту. У првом попису из 1864. било их је 7.080, да би их крајем ХХ века било већ око 40.000. Сматра се да их данас има преко 50.000. 
Већина, Санмаринаца, њих око 29.000 живи у матичној земљи Сан Марину, а остатак око 12.000 у иностранству, и то (5.700 у Италији, 3.000 у САД, у Француској око 1.900 и 1.600 у Аргентини)
Република Сан Марино је мала земља, површине 61,5 км ² и са 32,404становника (2012) има веома густину насељеност од 485 становника / км ².
Осим рођених Санмаринаца, у Сан Марину живи и око 4.800 досељених странаца (већином Италијана).